# Tony Smith (rugby à XIII)
Pour les articles homonymes, voir Tony Smith.

a Compétitions nationales et continentales officielles uniquement.

Tony Smith, né le 24 janvier 1967 à Lismore (Australie), est un ancien joueur de rugby à XIII australien naturalisé anglais évoluant au poste de demi d'ouverture ou de demi de mêlée reconverti entraîneur. En tant que joueur, il a évolué dans le Championnat de Nouvelle-Galles du Sud, tout d'abord avec les Steelers d'Illawarra puis avec les Dragons de St. George avant de terminer sa carrière en Angleterre à Workington.
En tant qu'entraîneur, il a effectue toute sa carrière en Super League, tout d'abord il prend les commandes d'Huddersfield, avant de rejoindre les Rhinos de Leeds et enfin les Wolves de Warrington. Il s'est constitué un grand palmarès avec un titre de World Club Challenge, deux titres de Super League et trois titres de Challenge Cup. Il a également été sélectionneur de l'équipe d'Angleterre lors de la Coupe du monde 2008. Son frère Brian Smith est également entraîneur de rugby à XIII.

## Palmarès

### Palmarès d'entraîneur
- World Club Challenge :
  - Vainqueur : 2005 (Leeds).
- Super League :
  - Champion : 2004 & 2007 (Leeds).
  - Finaliste : 2005 (Leeds), 2012, 2013 et 2016 (Warrington).
- Challenge Cup :
  - Vainqueur : 2009, 2010 & 2012 (Wigan).
  - Finaliste : 2005 (Leeds).